# 林锐
林锐（1967年8月12日—），男，汉族，福建福州人，中华人民共和国政治人物。曾任中华人民共和国公安部副部长、网络安全保卫局局长，中共中央政法委员会副秘书长，现任中共中央统战部副部长、中央西藏工作协调小组办公室主任。林銳被外界廣泛認為是习近平派系閩江新軍成員之一。

## 生平
林锐毕业于中国人民警官大学计算机及应用专业，获工学学士学位。1989年8月参加工作，从基层科员干起。1994年4月加入中国共产党。后历任福建省公安厅公共信息网络安全监察处副处长、泉州市公安局副局长（挂职）、省公安厅网络安全保卫总队总队长等职。2011年9月任泉州市人民政府副市长、市公安局局长。林锐注重信息收集研判，在泉州任职期间“打黑”、“打拐”取得一定成效，有效提升了社会治安综合管理水平。
2013年10月，接替王小洪任厦门市人民政府市长助理、党组成员，市公安局局长、党委书记、督察长，市政府打击走私综合治理办公室主任，兼市委政法委副书记。2015月5月升任厦门市副市长，是市政府领导班子中最年轻的副市长。在厦门任职期间，林锐重视网络工作，厦门警方政务微博、微信等新媒体领域应用也受到多方肯定。2015年7月，针对厦门猖獗的电信诈骗，林锐成立了反诈骗中心，实现“警、银、通”三方合署办公，通过跨界协作、诈骗电话封堵、诈骗资金截留、锁定打击伪基站等手段有效打击了电信诈骗，仅一个月厦门电信诈骗犯罪便下降了三成多，四个月共紧急止付2536起诈骗案件，止付1639万元。该模式获得公安部赞赏并得到广泛推广。
2018年6月，调任公安部任党委委员、部长助理，兼任网络安全保卫局党委书记、局长。同年11月，任公安部副部长。2022年5月，不再担任公安部副部长职务，改任中共中央政法委副秘书长。2022年12月，转任中共中央统战部副部长、中央西藏工作协调小组办公室主任。2023年，林锐在西藏自治区当选为中央提名的第十四届全国人大代表。

## 荣誉
2017年，林锐牵头、厦门市公安局送选的《反诈骗跨界联动数据反制机制》获得公安部举行的全国公安机关改革创新大赛金奖。